# 机械科学研究总院
机械科学研究总院（英文简称CAM）是中国大型科技企业集团，为国务院国资委直接监管的中国中央企业。总院始建于1956年，从事装备制造业基础共性技术的研究。
机械科学研究总院设有多个专业技术服务机构，广泛服务于机械制造、航空航天、交通运输等行业。此外还拥有15家全资及控股子企业。总院具有教学功能，有博士后科研工作站2个，博士学位授权点1个、硕士学位授权点15个。

## 直属企业

### 全资
- 哈尔滨焊接研究所
- 沈阳铸造研究所
- 郑州机械研究所
- 武汉材料保护研究所
- 机械工业第一设计研究院
- 中机生产力促进中心
- 中汽认证中心
- 机械工业工程机械军用改装车试验场
- 机械科学研究总院先进制造技术研究中心
- 北京中机实烨科技有限公司
- 北京机械工业自动化研究所
- 北京机电研究所

### 控股
- 机科发展科技股份有限公司
- 机械科学研究总院浙江分院

### 其它
- 机械工业档案馆
- 北京机科易普软件技术有限公司
- 机械科学研究总院离退休人员管理服务中心